# Nerocila pigmentata
Nerocila pigmentata är en kräftdjursart som beskrevs av Bal och Joshi 1959. Nerocila pigmentata ingår i släktet Nerocila och familjen Cymothoidae. Inga underarter finns listade i Catalogue of Life.